# トマス・ペラム (第2代チチェスター伯爵)
第2代チチェスター伯爵トマス・ペラム（英: Thomas Pelham, 2nd Earl of Chichester, PC, PC(Ire), FRS、1756年4月28日 - 1826年7月4日）は、イギリス及びアイルランドの政治家・貴族。

## 経歴
1756年4月28日、後にチチェスター伯爵に叙せられるトマス・ペラムとその妻アン(旧姓フランクランド)の間の長男としてロンドンのスプリング・ガーデンズに生まれる。
ウェストミンスター・スクールを経てケンブリッジ大学クレア・カレッジへ進学し、1775年にマスター・オブ・アーツの学位を取得した。
1780年から1801年にかけてサセックス選挙区から選出されてイギリス議会の庶民院議員を務める。また1783年から1790年にかけてはキャリック選挙区、1795年から1798年にかけてはクローガー選挙区、1798年から1799年にかけてはアーマー・バラ選挙区から選出されてアイルランド議会でも庶民院議員を務める。
1783年にアイルランドの枢密顧問官、1795年にイギリスの枢密顧問官に列する。
1801年6月にはいまだ父が存命中ながら繰上勅書により第3代スタンマーのペラム男爵を継承して貴族院へ移籍した。
1782年から1783年にかけては補給庁副長官を務め、ついで1783年から1784年と1795年から1798年にかけてはアイルランド担当大臣を務めた。1801年から1803年にかけてはヘンリー・アディントン(後のシドマス子爵)の内閣で内務大臣、ついでランカスター公領大臣を務める。
1805年1月8日に父の死により第2代チチェスター伯爵位を継承する。1807年から1826年までの長期にわたって郵政長官を務めた。
1826年7月4日にロンドンのストラトン・ストリートで死去した。

## 栄典

### 爵位・準男爵位
- 1801年6月、第3代カウンティ・オブ・サセックスにおけるスタンマーのペラム男爵（1762年創設グレートブリテン貴族爵位）
- 1805年1月8日、第2代チチェスター伯爵（1801年創設連合王国貴族爵位）
- 1805年1月8日、第7代カウンティ・オブ・サセックスにおけるロートンのペラム準男爵（1611年創設イングランド準男爵位）

## 家族
1801年7月、第5代リーズ公爵フランシス・オズボーンの娘メアリーと結婚し、彼女との間に以下の6子を儲ける。
- 第1子(長男)ヘンリー・トマス・ペラム (1804-1886) ： 第3代チチェスター伯爵
- 第2子(長女)アメリア・ローズ・ペラム (1806-1884) ： ジョシュア・ジェブ（英語版）と結婚。
- 第3子(次男)フレデリック・トマス・ペラム（英語版） (1808-1861) ： 海軍軍人。中将。
- 第4子(三男)ジョン・トマス・ペラム（英語版） (1811-1894) ： イングランド国教会聖職者。ノリッジ主教（英語版）。
- 第5子(次女)キャサリン・ジョージアナ・ペラム (1814-1885) : ローザー・バリントンと結婚。
- 第6子(三女)アン・ペラム (1815-1901) ： 第2代準男爵サー・デイヴィッド・バーネット・デュンダスと結婚。